# 斯莫特里奇河
斯莫特里奇河（烏克蘭語：Смотрич）是烏克蘭的河流，位於該國西南部，屬於第聶伯河的左支流，河道全長169公里，流域面積1,800平方公里，發源自波多尔高地，河水主要來自融雪。